# Binuclearia
Binuclearia, rod zelenih algi smješten u vlastitu porodicu Binucleariaceae. Tipična vrsta je B. tectorum, koja je prtvi puta opisana kao Binuclearia tatrana.
Postoji pet priznatih vrsta

## Vrste
1. Binuclearia eriensis Tiffany
2. Binuclearia lauterbornii (Schmidle) Proschkina-Lavrenko
3. Binuclearia palhinhae González Guerrero
4. Binuclearia tectorum (Kützing) Berger ex Wichmann
5. Binuclearia zaisanica Skvortzov